# Ciclul solar 25
.

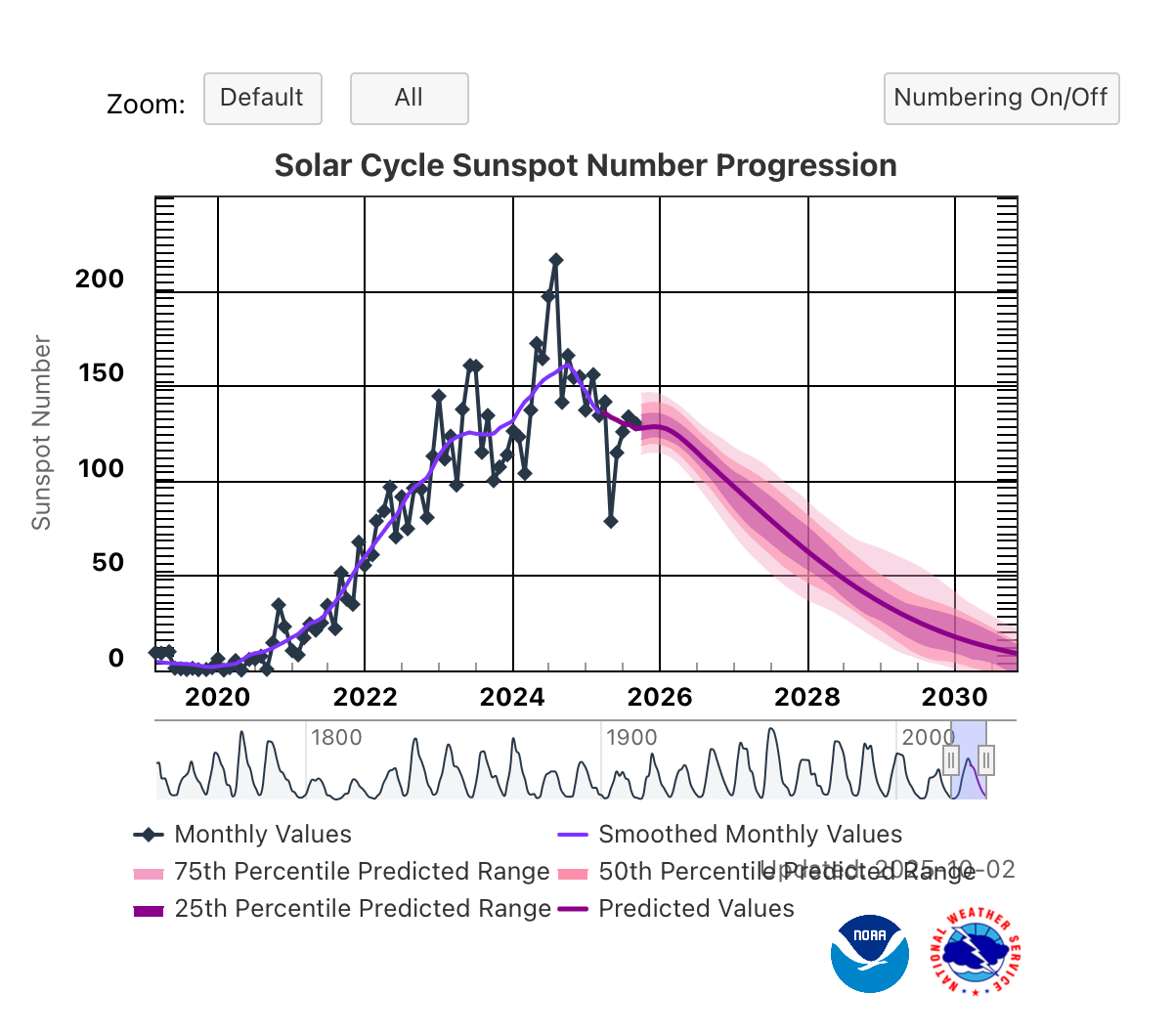
Progresia ciclului solar 25 începând din august 2021

Ciclul solar 25 este ciclul solar actual pentru anii 2020, al douăzeci și cincilea din 1755, când a început monitorizarea extensivă a activității petelor solare. Acest ciclu a pornit în decembrie 2019 și ar trebui să continue până în 2030.  Conform cu acordul general, acest ciclu solar va fi mai slab decât media (adică mai slab decât maximul modern).Organizații precum Societatea Internațională pentru Energie Solară (ISES) și Centrul de prognoză meteo-spațială (SWPC) al NOAA nu au emis sau aprobat previziuni pentru ciclu până în 2019.
În aprilie 2018, Soarele a dat semne de apariție a unei pete solare magnetice inverse, care a dat startul acestui ciclu solar. Este tipic în timpul tranziției de la un ciclu la altul să experimentăm o perioadă în care există pete solare de ambele polarități (în timpul minimului solar). Petele solare polare cu polaritate inversă sugerează că tranziția către ciclul 25 este în curs de desfășurare.Prima pată solară din ciclul 25 ar fi putut să apară la începutul lui aprilie 2018 sau chiar în decembrie 2016.

## Predicții
Predicțiile foarte variate cu privire la puterea ciclului 25 au variat de la foarte slab, cu sugestii de alunecare lentă într-o stare asemănătoare Minimului lui Maunder, la un ciclu slab similar ciclului precedent 24 și chiar un ciclu puternic.  Upton și Hathaway au prezis că slăbiciunea ciclului 25 l-ar face parte din minimul Gleissberg modern.
Grupul de predicție a ciclului solar 25 a prezis în decembrie 2019 că ciclul solar 25 va fi similar ciclului solar 24 precedent, cu minimul ciclului solar în aprilie 2020 (± 6 luni), iar numărul de pete solare va atinge un maxim (ponderat) de 115 în iulie 2025 (± 8 luni). Această predicție este în conformitate cu acordul general actual din literatura științifică, care susține că ciclul solar 25 va fi mai slab decât media (adică mai slab decât în timpul maximului modern excepțional de puternic). Cu toate acestea, observațiile din 2020 până în 2024, primii cinci ani ai ciclului, au depășit în mod semnificativ valorile prezise.